# Plurinationale Legislative Versammlung Boliviens

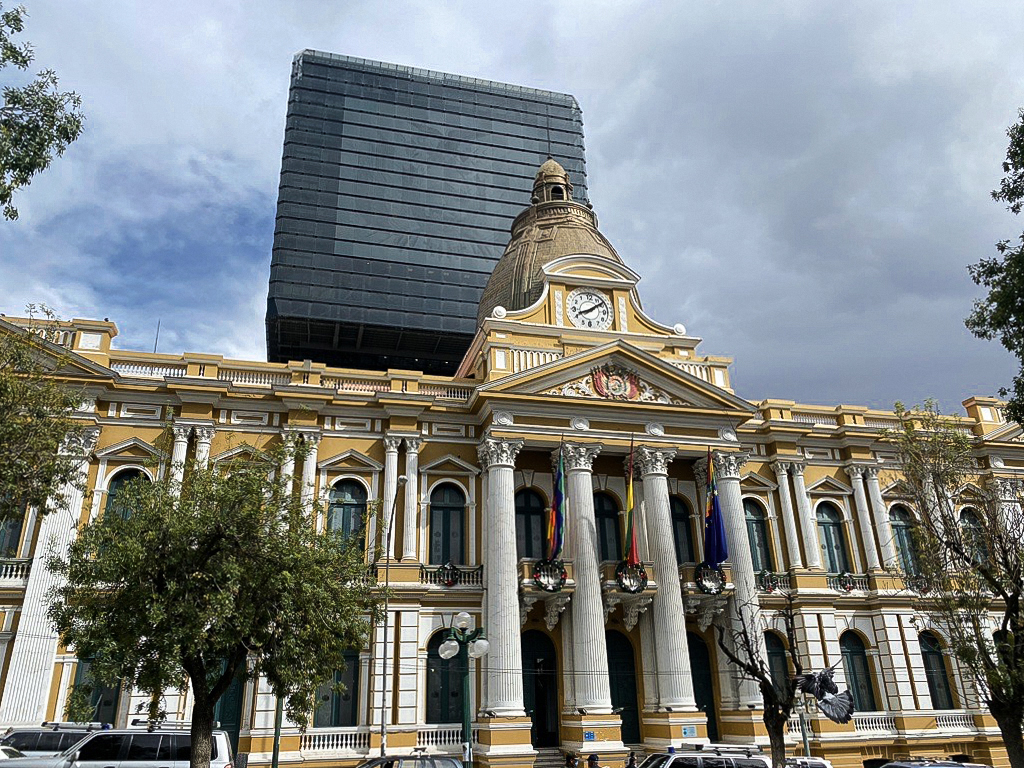
Das neue Parlamentsgebäude in La Paz

Die Plurinationale Legislative Versammlung (spanisch Asamblea Legislativa Plurinacional) ist das Parlament von Bolivien. Sie hat ihren Sitz in La Paz, wo sich auch der Regierungssitz befindet. Der Vizepräsident Boliviens ist gleichzeitig Präsident der Asamblea Legislativa Plurinacional.
Die Legislative Versammlung ist ein Zweikammerparlament, bestehend aus Abgeordnetenhaus (Cámara de Diputados) und Senat (Cámara de Senadores). Beide Kammern wählen ihren eigenen Vorstand: einen Präsidenten sowie ersten und zweiten Vizepräsidenten. Daneben werden drei oder vier Secretaries gewählt. Jede politische Partei sollte dabei einen Sitz (bancada) haben.
Der Senat hat 36 Mitglieder, vier Vertreter für jedes Departamento (nach dem D’Hondt-Verfahren). Sie werden über Parteilisten gewählt. 
Das Abgeordnetenhaus hat 130 Mitglieder, von denen je eines über ein Direktmandat in den 68 Wahlbezirken gewählt wird. Die restlichen 62 Abgeordneten werden im Rahmen eines Verhältniswahlrechts aus landesweiten Parteilisten gewählt.
- MAS: 75
- CC: 39
- Creemos: 16

- MAS: 21
- CC: 11
- Creemos: 4

Das Parlament erhielt seinen aktuellen Namen mit der Verfassung von 2009 im Rahmen der Umgestaltung Boliviens in einen „Plurinationalen Staat“. Zuvor hieß es Nationalkongress (spanisch Congreso Nacional).

## Gebäude
Die beiden Kammern der Versammlung tagen im Palacio Legislativo an der Plaza Murillo, dem Hauptplatz von La Paz gegenüber dem Regierungspalast.
Bevor der Palacio Legislativo als Sitz des Kongresses genutzt wurde, befanden sich im Gebäude ein Kloster und eine Universität. 